# Colima (stan)
Colimaⓘ – stan położony w zachodnim Meksyku nad Oceanem Spokojnym. Graniczy ze stanami Jalisco oraz Michoacán. Jest to jeden z najmniejszych stanów meksykańskich. Stolicą stanu jest miasto Colima. 

## Podział administracyjny
Stan dzieli się administracyjnie na 10 gmin (hiszp. municipios).

## Historia
Pierwsze osiedla ludzkie na tym terenie sięgają ok. 300 roku n.e. Swoją siedzibę miały tu m.in. cywilizacje Tolteków i Cziczimeków. To właśnie te lud przyniosły ze sobą sztukę budowania miast oraz zaawansowane rolnictwo. Jeden z władców tego regionu – Colimán, sprawujący władzę w XV stuleciu, uczynił z Colimy ważny ośrodek polityczny i kulturalny Meksyku jeszcze przed przybyciem Hiszpanów. 
Konkwistadorzy podejmowali trzykrotnie próbę skolonizowania tego rejonu na początku XVI w., ale spotkali się z zaciętym oporem Indian. Dopiero w 1523 r. Gonzalo de Sandoval podbił region i założył miasto San Sebastián de Colina. W okresie kolonialnym Colima była ważnym ośrodkiem gospodarczym i administracyjnym.
Kiedy w 1810 r. wybuchły walki o niepodległość Meksyku, jeden z tutejszych księży – José Antonio Díaz poprowadził powstańców, którzy chcieli przyłączyć się do Miguela Hidalgo – przywódcy rebeliantów. Jednakże wkrótce rojaliści opanowali sytuację i zapobiegli opanowaniu Colimy przez zwolenników niepodległości. Dopiero w 1821 r. wojska hiszpańskie w tym rejonie zrezygnowały z walki.
W 1823 r. Colima została włączona do stanu Jalisco. W 1857 r. Colima została uznana za pełnoprawny stan. Przez okres trzech miesięcy Colima była też stolicą kraju w czasie walki stronnictwa liberałów z interwencja francuską w latach 60. W listopadzie 1864 r. Francuzi opanowali Colimę. Po pokonaniu Francuzów stan udzielił poparcia najpierw Benito Juárezowi a później Porfirio Díazowi. Diaz później faworyzował Colimę przy inwestycjach gospodarczych. Dzięki temu szybko zbudowano tu kolej a także infrastrukturę, która przyczyniła się znacząco do rozwoju rolnictwa i innych działów gospodarki.
W 1910 r. wybuchła rewolucja meksykańska, w jej wyniku w 1911 r. siły rebelianckie zmusiły do ustąpienia miejscowego gubernatora. W 1917 r. uchwalono nową konstytucje stanową. Niedługo potem władzę przejął gubernator lojalny wobec zwycięzców rewolucji. Po okresie niestabilności władzę w Colimie tak samo zresztą jak i wreszcie kraju przejęła PRI, która sprawuje tu rządy praktycznie nieprzerwanie od połowy XX w.

## Warunki geograficzne i klimatyczne
Na krajobraz Colimy składają się liczne: pasma górskie, doliny i wąwozy. Przez stan przebiega m.in. jedno z odgałęzień Sierra Madre. Najwyższym wzniesieniem jest wulkan Colima (wysokość: 4,240 m), jest to najaktywniejszy wulkan w całym kraju (erupcja wulkanu miała miejsce już ponad 40 razy od XVI w.). Rejon ten jest ponadto bardzo aktywny sejsmicznie – przykładowo, w 2003 roku miało tam miejsce trzęsienie ziemi o sile 7,8 stopni w skali Richtera.
Rzeki na tym obszarze płyną głównie z północy, a swoje ujścia mają na południu na wybrzeżach Pacyfiku. Główne rzeki stanu to: Marabasco, Coahuayana i największa z nich Armeria.
Linia brzegowa Colimy ma długość 160 km. W tej części stanu znajduje się słona laguna Cuyutlán (służy m.in. do produkcji soli) i dwie zatoki: Manzanillo i Santiago. W skład terytorium Colimy wchodzi archipelag wysp Revillagigedo.
Klimat cechuje się względna stałością temperatur, które zależą głównie od wysokości nad poziomem morza. W zimie temperatura waha się od 20 do 28 °C. Lata są gorące, z temperaturami od 28 do 34 °C. Pora deszczowa trwa od czerwca do października (średnia opadów wynosi w ciągu tych miesięcy 1010 mm).
Colima posiada bardzo bogatą faunę roślinną i zwierzęcą. Znajduje się tu 40% wszystkich gatunków chronionych w Meksyku. Dla ich ochrony utworzono "Rezerwat Biosfery Sierra de Manantlan".

## Gospodarka
Największą część w PKB stanu mają: wydobycie i przetwórstwo żelaza, turystyka, rolnictwo i rybołówstwo.
Colima jest najważniejszym producentem olejku cytrynowego w Meksyku. Zajmuje także drugie miejsce w produkcji żelaza. Browarnictwo jest także ważną gałęzią przetwórstwa. Z innych branży przemysłu należy wymienić: obróbkę drewna, przemysł metalowy, spożywczy, budowlany (głównie cement) i chemiczny (głównie konserwanty).
Jeżeli chodzi o uprawę roli to Colima słynie głównie z uprawy cytrusów a także innych owoców tropikalnych (np. guanabana, melony czy papaja). Colima jest drugim producentem orzechów kokosowych w Meksyku.
W rybołówstwie największe znaczenie ma połów tuńczyka.

## Turystyka
Turystyka stanowi ważną część gospodarki stanu. Popularne są tu w szczególności sporty wodne. Colima słynie ze swoich pięknych plaż.

## Galeria

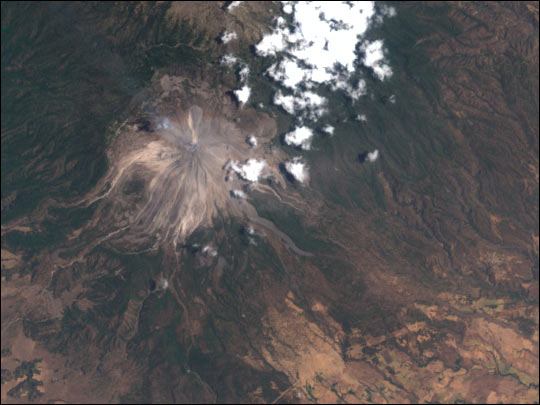
Wulkan Colima (zdjęcie satelitarne).
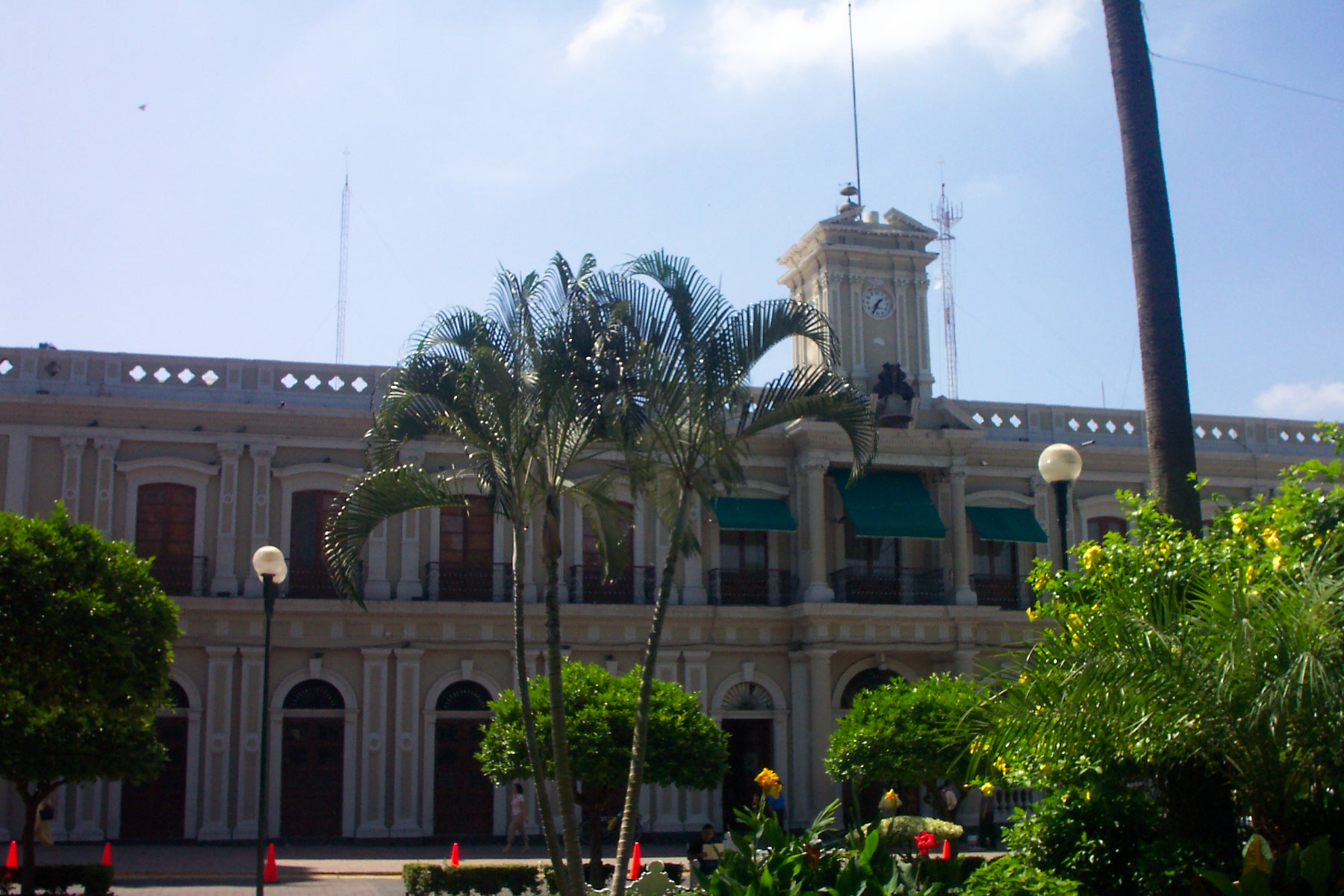
Pałac gubernatorski w mieście Colima.
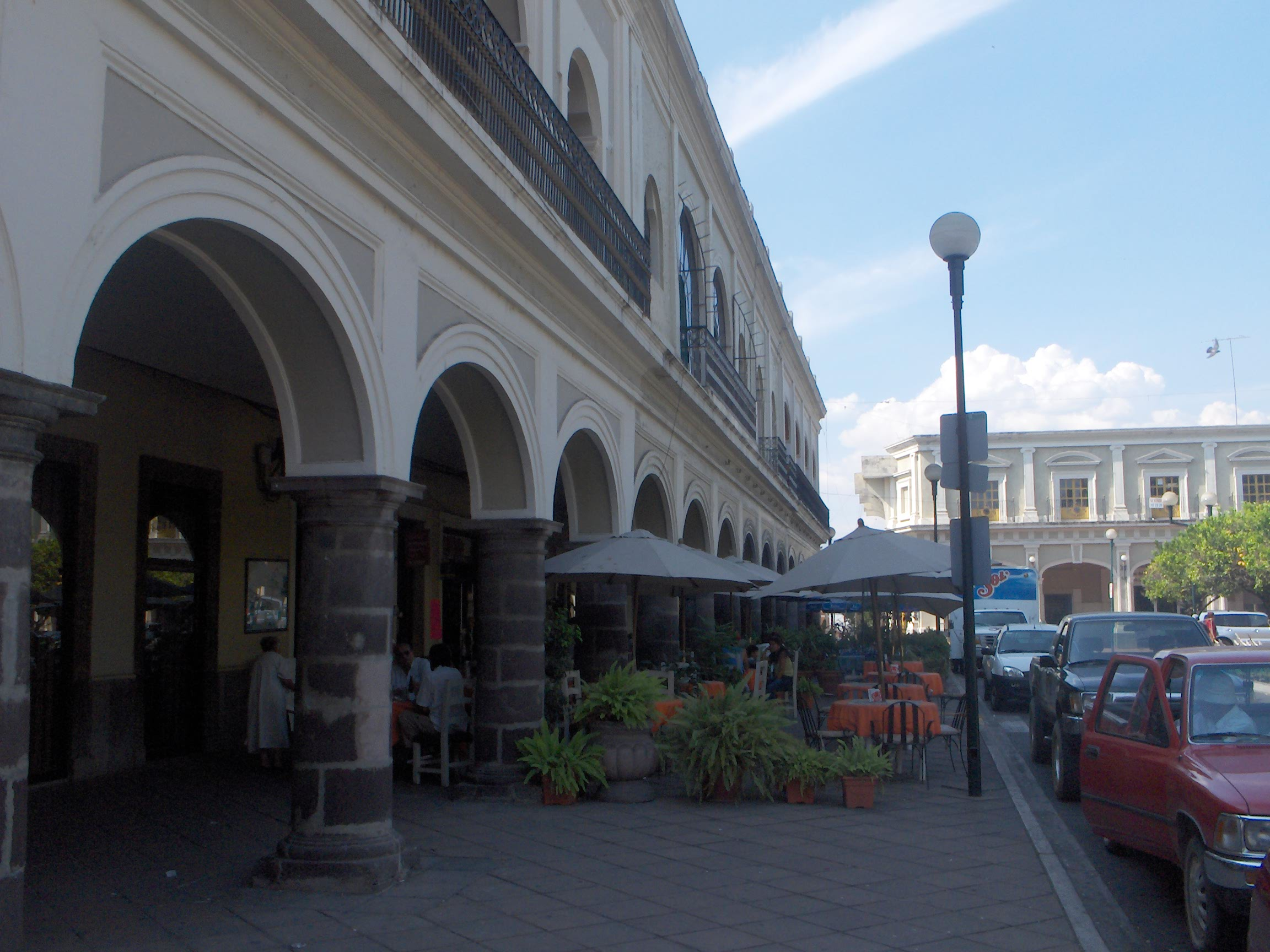
Miasto Colima.
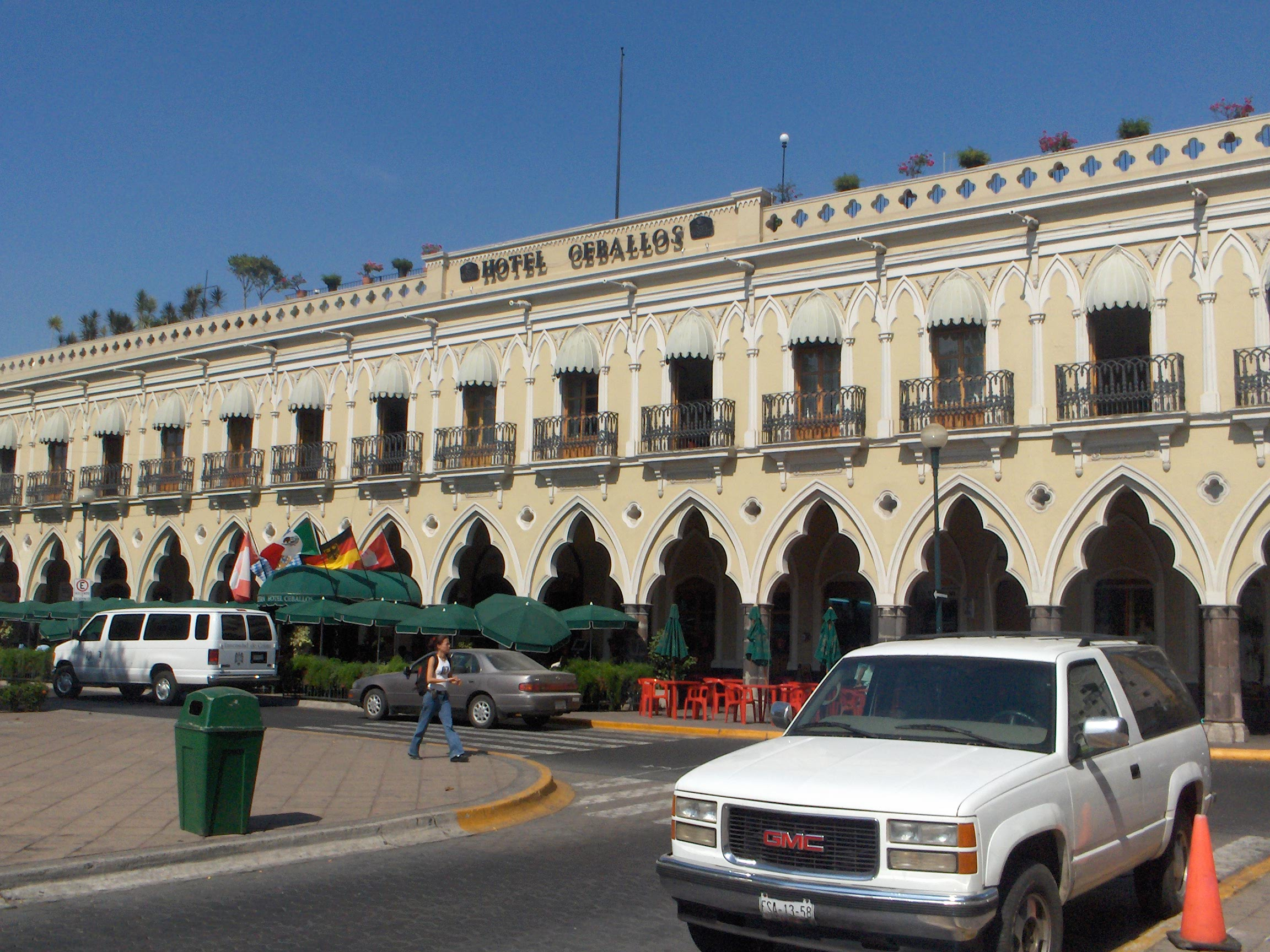
Miasto Colima.